# 奥野泰舗
奥野"轟天"泰舗（おくの "ごうてん" たいすけ、1977年3月1日 - ）は、日本の男性総合格闘家。大阪府和泉市出身。CAVE主宰。

## 来歴
2004年9月20日、第11回全日本アマチュア修斗選手権・ライトヘビー級（-83kg）に出場。決勝で武田光博に判定勝ちし優勝した。
2005年7月14日、プロ修斗デビュー戦で金太郎にマウントパンチでTKO勝ち。
2006年12月2日、修斗2006年新人王決定トーナメントミドル級（-76kg）決勝で小西"獅子"優樹と対戦し、0-3の判定負けで準優勝となった。
2008年3月16日、オーストラリアでのプロ修斗公式戦でザビアー・ルーカスと対戦し、判定ドロー。
2009年5月、GUTSMAN・修斗道場を離れ、フリーランスとなった。
2009年6月30日、DEEP初出場となったDEEP 42 IMPACTで岩瀬茂俊と対戦し、0-3の判定負け。この試合から奥野"轟天"泰舗にリングネームを変更した。
2009年8月30日、修斗で久米鷹介と対戦し、0-0の判定ドロー。
2010年2月28日、DEEP 46 IMPACTで長谷川秀彦と対戦し、パウンドでTKO勝ち。試合後に自らのジムをオープンさせることをマイクで発表した。
2010年4月、東京都墨田区向島に自らが代表を務める総合格闘技道場CAVEをオープンさせた。
2010年8月22日、SRC初出場となったSRC14のウェルター級グランプリシリーズ1回戦でニック・トンプソンと対戦し、左フックでKO勝ちを収めた。
2010年10月30日、SRC15のSRCウェルター級グランプリ準決勝でYasubei榎本と対戦し、0-3の判定負けを喫した。
2010年12月30日、戦極 Soul of Fightで行なわれた「SRC VS DREAM 交流戦」で長南亮と対戦し、開始19秒右フック一撃で失神KO勝ち。当初長南はダン・ホーンバックルと対戦予定であったが、インフルエンザによる欠場で開催3日前となる12月27日に奥野の代理出場が発表された。しかし、奥野は、急なオファーゆえに、契約体重をクリアできずレッドカード2枚が提示された状態で試合が開始された。
2014年4月29日、DEEP 66 IMPACTのDEEPウェルター級王者決定戦で悠太と対戦し、TKO負けを喫し王座獲得に失敗した。
2016年10月18日、DEEP CAGE IMPACT 2016で行われたDEEPウェルター級グランプリの1回戦 で桜井隆多に判定勝ち。2017年3月18日の準決勝で住村竜市朗に判定負けを喫した。
2018年2月24日、DEEP 82 IMPACTのDEEPミドル級王座決定戦で水野竜也と対戦し、チョークスリーパーで一本負けを喫し王座獲得に失敗した。

## 戦績

### プロ総合格闘技
| 総合格闘技 戦績 | 総合格闘技 戦績 | 総合格闘技 戦績 | 総合格闘技 戦績 | 総合格闘技 戦績 | 総合格闘技 戦績 | 総合格闘技 戦績 |
| --------------- | --------------- | --------------- | --------------- | --------------- | --------------- | --------------- |
| 27 試合         | (T)KO           | 一本            | 判定            | その他          | 引き分け        | 無効試合        |
| 13 勝           | 10              | 0               | 3               | 0               | 2               | 0               |
| 12 敗           | 1               | 1               | 10              | 0               | 2               | 0               |

| 勝敗 | 対戦相手                 | 試合結果                                    | 大会名                                                                                         | 開催年月日     |
| ×    | 水野竜也                 | 3R 4:34 チョークスリーパー                  | DEEP 82 IMPACT 【DEEPミドル級王座決定戦】                                                      | 2018年2月24日  |
| ×    | 住村竜市朗               | 5分3R終了 判定0-3                           | DEEP 78 IMPACT 【DEEPウェルター級グランプリ 準決勝】                                           | 2017年3月18日  |
| ○    | 桜井隆多                 | 5分3R終了 判定2-1                           | DEEP CAGE IMPACT 2016 in KORAKUEN HALL 【DEEPウェルター級グランプリ 1回戦】                    | 2016年10月18日 |
| ×    | 久米鷹介                 | 5分3R終了 判定0-3                           | PANCRASE 266                                                                                   | 2015年4月26日  |
| ×    | アキラ                   | 2R 0:34 テクニカル判定1-2                   | PANCRASE 263 【ワールドスラムトーナメント ライト級 準決勝】                                    | 2014年12月6日  |
| ×    | 悠太                     | 3R 0:26 TKO（タオル投入）                   | DEEP 66 IMPACT 【DEEPウェルター級王者決定戦】                                                  | 2014年4月29日  |
| ○    | 郷野聡寛                 | 2R 2:07 TKO（左フック）                     | DEEP 62 IMPACT                                                                                 | 2013年4月26日  |
| ×    | 岩瀬茂俊                 | 5分3R終了 判定0-3                           | DEEP CAGE IMPACT 2012 in TOKYO 1st ROUND                                                       | 2012年12月8日  |
| ×    | 白井祐矢                 | 5分3R終了 判定0-3                           | DEEP 56 IMPACT                                                                                 | 2011年12月16日 |
| ○    | 長南亮                   | 1R 0:19 KO（右フック）                      | 戦極 Soul of Fight                                                                             | 2010年12月30日 |
| ×    | Yasubei榎本              | 5分3R終了 判定0-3                           | SRC15 【ウェルター級グランプリシリーズ2010 準決勝】                                            | 2010年10月30日 |
| ○    | ニック・トンプソン       | 3R 0:27 KO（左フック）                      | SRC14 【ウェルター級グランプリシリーズ2010 1回戦】                                             | 2010年8月22日  |
| ○    | 長谷川秀彦               | 1R 4:09 TKO（パウンド）                     | DEEP 46 IMPACT                                                                                 | 2010年2月28日  |
| ○    | 小西"獅子"優樹           | 1R 0:47 TKO（パウンド）                     | 修斗 組討ALTERNATIVE 1                                                                         | 2009年12月23日 |
| △    | 久米鷹介                 | 5分2R終了 判定0-0                           | 修斗 SHOOTO GIG CENTRAL Vol.18                                                                 | 2009年8月30日  |
| ×    | 岩瀬茂俊                 | 5分2R終了 判定0-3                           | DEEP 42 IMPACT                                                                                 | 2009年6月30日  |
| ×    | 佐藤拓也                 | 5分2R終了 判定0-3                           | 修斗 SHOOTING DISCO 7 〜YOUNG MAN〜                                                            | 2009年1月31日  |
| ○    | 大宮ハント               | 5分2R終了 判定3-0                           | "修斗伝承 04" ROAD TO 20th ANNIVERSARY                                                         | 2008年11月29日 |
| ○    | 佐藤洋一郎               | 5分2R終了 判定3-0                           | 修斗 SHOOTING DISCO 6 〜栄冠は君に輝く〜                                                       | 2008年10月5日  |
| ○    | 市川真祥                 | 1R 0:26 KO（スタンドパンチ）                | DEMOLITION                                                                                     | 2008年7月21日  |
| ×    | 新美吉太郎               | 5分2R終了 判定1-2                           | 修斗 SHOOTING DISCO 5 アース ウィンド アンド ファイター 〜大地と風と戦士〜                     | 2008年6月21日  |
| △    | ザビアー・ルーカス       | 5分2R終了 判定                              | SHOOTO III MMA & Professional Boxing                                                           | 2008年3月16日  |
| ○    | 杉浦"C坊主"博純          | 1R 4:42 TKO（レフェリーストップ：額カット） | 修斗                                                                                           | 2007年12月8日  |
| ×    | 小西"獅子"優樹           | 5分2R終了 判定0-3                           | 修斗 【新人王決定トーナメント ミドル級 決勝】                                                  | 2006年12月2日  |
| ○    | マテウス・イリエ・ネキオ | 2R 1:01 TKO（パウンド）                     | 修斗 下北沢修斗劇場 第15弾 〜シューティングスター〜 【新人王決定トーナメント ミドル級 準決勝】 | 2006年7月30日  |
| ○    | 阿仁鬼                   | 2R 3:20 TKO（バックマウントパンチ）         | 修斗 下北沢修斗劇場 第14弾 〜'06 巣立ち〜 【新人王決定トーナメント ミドル級 1回戦】            | 2006年3月3日   |
| ○    | 金太郎                   | 2R 2:40 TKO（マウントパンチ）               | 修斗 下北沢修斗劇場 第12弾 〜Shooter's Summer〜                                                | 2005年7月14日  |

### アマチュア総合格闘技
| 勝敗 | 対戦相手 | 試合結果                          | 大会名                                                     | 開催年月日    |
| ○    | 武田光博 | 3分2R終了 ポイント39-38           | 第11回全日本アマチュア修斗選手権 【ライトヘビー級 決勝】   | 2004年9月20日 |
| ○    | 樫村英愛 | 4分1R終了 ポイント20-16           | 第11回全日本アマチュア修斗選手権 【ライトヘビー級 準決勝】 | 2004年9月20日 |
| ○    | 岸本謙   | 1R 2:16 TKO（レフェリーストップ） | 第11回全日本アマチュア修斗選手権 【ライトヘビー級 1回戦】  | 2004年9月20日 |

## 獲得タイトル
- 第11回全日本アマチュア修斗選手権 ライトヘビー級 優勝（2004年）